# Список пенитенциарных учреждений Вайоминга
Список пенитенциарных учреждений Вайоминга составлен по материалам исправительного департамента штата, Федерального бюро тюрем, Бюро юридической статистики США и частных операторов тюрем.
По состоянию на конец 2011 года в пенитенциарных учреждениях штата содержалось 2183 заключённых (в 2010 году — 2112, в 2009 году — 2075). Более 200 из них находились в учреждениях, не подчиняющихся Исправительному департаменту Вайоминга — общественных исправительных центрах, тюрьмах округов и больнице Каспера. Исправительный департамент Вайоминга управляет 5 тюрьмами (4 мужскими и одной женской). Кроме того, в штате расположены 3 общественных исправительных центра в Каспере, Шайенне и Джиллетте для досрочно освобождённых.
| Название учреждения                                                                                              | Тип и режим учреждения                        | Месторасположение                           | Примечания |
| Тюрьма штата Вайоминг (англ. Wyoming State Penitentiary)                                                         | Тюрьма штата                                  | Роулинс 41°45′50″ с. ш. 107°12′53″ з. д.    | Тюрьма открылась в 1980 году, вместимость — до 0,65 тыс. заключённых, состоит из Южного учреждения (тюрьма высшего уровня безопасности) и производственной части, имеются тюремная больница, секторы для психически больных, среднего и минимального уровня безопасности, классы профессионально-технического образования, а также Тренировочная академия исправительного департамента Вайоминга. |
| Исправительное учреждение среднего уровня безопасности Вайоминга (англ. Wyoming Medium Correctional Institution) | Тюрьма штата среднего уровня безопасности     | Торрингтон 42°04′18″ с. ш. 104°07′06″ з. д. | Тюрьма открылась в 2010 году, вместимость — более 0,7 тыс. заключённых, имеются центр по приёму и диагностике осуждённых, тюремная больница, сектор для психически больных. |
| Женский центр Вайоминга (англ. Wyoming Women's Center)                                                           | Тюрьма штата                                  | Ласк 42°46′04″ с. ш. 104°28′01″ з. д.       | Тюрьма открылась в 1981 году, вместимость — до 0,3 тыс. заключённых, имеются тюремная больница, классы профессионально-технического образования, комплекс по разведению рыбы. |
| Ферма чести Вайоминга (англ. Wyoming Honor Farm)                                                                 | Тюрьма штата минимального уровня безопасности | Ривертон 43°03′29″ с. ш. 108°22′13″ з. д.   | Тюрьма открылась в 1931 году, вместимость — до 0,3 тыс. заключённых, имеются классы профессионально-технического образования, большое подсобное хозяйство. |
| Вайомингский лагерь сохранения чести и тренировочный лагерь (англ. Wyoming Honor Conservation Camp & Boot Camp)  | Тюрьма штата минимального уровня безопасности | Ньюкасл 43°52′41″ с. ш. 104°11′10″ з. д.    | Тюрьма открылась в 1989 году, вместимость — до 0,3 тыс. заключённых, имеются сектор минимального уровня безопасности, лагерь военизированного типа, классы профессионально-технического образования. |

|                       |
| Тюрьма штата Вайоминг |